# Taranakite
La taranakite est un minéral phosphate de potassium et aluminium hydraté, de formule chimique K3Al5(PO4)2(HPO4)6·18H2O,,. Il se forme à partir de la réaction de minéraux argileux ou alumineux issus de rochers, avec des solutions enrichies en phosphate dérivées de guano de chauve-souris ou d'oiseaux ou, moins fréquemment, à partir d'os et d'autres matières organiques. La taranakite est le plus souvent trouvée dans les lieux humides. Elle est également trouvée dans les grottes humides côtières qui ont été occupées par des colonies d'oiseaux. 